# ペドロ・レオン (野球)
ペドロ・マニュエル・レオン（Pedro Manuel León、1998年5月28日 - ）は、キューバのハバナ出身のプロ野球選手（外野手）。右投右打。MLBのヒューストン・アストロズ所属。

## 経歴

### キューバ時代
2017年にキューバ国内リーグであるセリエ・ナシオナル・デ・ベイスボル（CNS）のウラカネス・デ・マヤベケと契約した。1年目のシーズンは32試合に出場して打率.333、6本塁打、25打点の成績を記録した。
2年目の2018年は33試合に出場して打率.383、15本塁打、36打点の成績を記録し、オールスターゲームにも選出された。その後、オフの2019年にドミニカ共和国へ亡命した。

### アストロズ時代
2020年2月にアマチュア・フリーエージェントでヒューストン・アストロズと契約したと報じられ、2021年1月15日に正式発表された。契約金は400万ドル。
2021年はアストロズのスプリングトレーニングに招待選手として参加したが、6試合で12打数無安打と不振のため、マイナーのキャンプへ送られた。5月に傘下AA級コーパスクリスティ・フックスでプロデビュー。6月にはオールスター・フューチャーズゲームのメンバーに選出され、7月には早くもAAA級シュガーランド・スキーターズに昇格した。
2022年はAAA級シュガーランドで115試合に出場して打率.228、17本塁打、63打点、38盗塁という成績を残した一方、盗塁死が18回もあり、また三振率が約29%と課題も残した。
2023年は1月にヘルニアの手術を受けたため、スプリングトレーニングには参加しなかった。4月にAAA級シュガーランドで戦列に復帰。6月24日のソルトレイク・ビーズ戦でサイクルヒットを達成するなど、この年はAAA級で128試合に出場し、打率.244、21本塁打、72打点、21盗塁を記録した。
2024年もAAA級シュガーランドで開幕を迎えたが、7月30日にメジャー契約を結んでアクティブ・ロースター入り。8月3日のタンパベイ・レイズ戦で「9番・右翼手」で先発出場してメジャーデビューを果たした。この年はメジャーで7試合に出場し、打率.100（20打数2安打）、2盗塁を記録した。またAAA級では118試合に出場して打率.299、24本塁打、90打点、29盗塁を記録した。

## 詳細情報

### 年度別打撃成績
| 年 度     | 球 団    | 試 合 | 打 席 | 打 数 | 得 点 | 安 打 | 二 塁 打 | 三 塁 打 | 本 塁 打 | 塁 打 | 打 点 | 盗 塁 | 盗 塁 死 | 犠 打 | 犠 飛 | 四 球 | 敬 遠 | 死 球 | 三 振 | 併 殺 打 | 打 率 | 出 塁 率 | 長 打 率 | O P S |
| --------- | -------- | ----- | ----- | ----- | ----- | ----- | -------- | -------- | -------- | ----- | ----- | ----- | -------- | ----- | ----- | ----- | ----- | ----- | ----- | -------- | ----- | -------- | -------- | ----- |
| 2017-2018 | MAY      | 32    | 129   | 117   | 21    | 39    | 8        | 0        | 6        | 65    | 25    | 1     | 3        | 3     | 2     | 4     | 0     | 3     | 20    | 2        | .333  | .365     | .556     | .921  |
| 2018-2019 | MAY      | 33    | 152   | 128   | 31    | 49    | 7        | 0        | 15       | 101   | 36    | 7     | 5        | 2     | 1     | 16    | 0     | 5     | 46    | 0        | .359  | .420     | .678     | 1.098 |
| 2024      | HOU      | 7     | 21    | 20    | 2     | 2     | 0        | 0        | 0        | 2     | 0     | 2     | 0        | 0     | 0     | 1     | 0     | 0     | 10    | 2        | .100  | .143     | .100     | .243  |
| CNS：2年  | CNS：2年 | 65    | 281   | 245   | 54    | 88    | 15       | 0        | 21       | 166   | 61    | 8     | 8        | 5     | 3     | 20    | 0     | 8     | 66    | 2        | .341  | .456     | .622     | 1.078 |
| MLB：1年  | MLB：1年 | 7     | 21    | 20    | 2     | 2     | 0        | 0        | 0        | 2     | 0     | 2     | 0        | 0     | 0     | 1     | 0     | 0     | 10    | 2        | .100  | .143     | .100     | .243  |

- 2024年度シーズン終了時
- キューバで通常用いられる個人通算成績はプレーオフや選抜リーグなども合算するため、この表の合計とは一致しない

### 年度別守備成績
| 年 度 | 球 団 | 右翼（RF） | 右翼（RF） | 右翼（RF） | 右翼（RF） | 右翼（RF） | 右翼（RF） |
| 年 度 | 球 団 | 試 合      | 刺 殺      | 補 殺      | 失 策      | 併 殺      | 守 備 率   |
| ----- | ----- | ---------- | ---------- | ---------- | ---------- | ---------- | ---------- |
| 2024  | HOU   | 6          | 7          | 0          | 0          | 0          | 1.000      |
| MLB   | MLB   | 6          | 7          | 0          | 0          | 0          | 1.000      |

- 2024年度シーズン終了時

### 記録
MiLB
- オールスター・フューチャーズゲーム選出  : 1回（2021年）

### 背番号
- 4（2024年 - ）